# Список міжзоряних і навколозоряних молекул

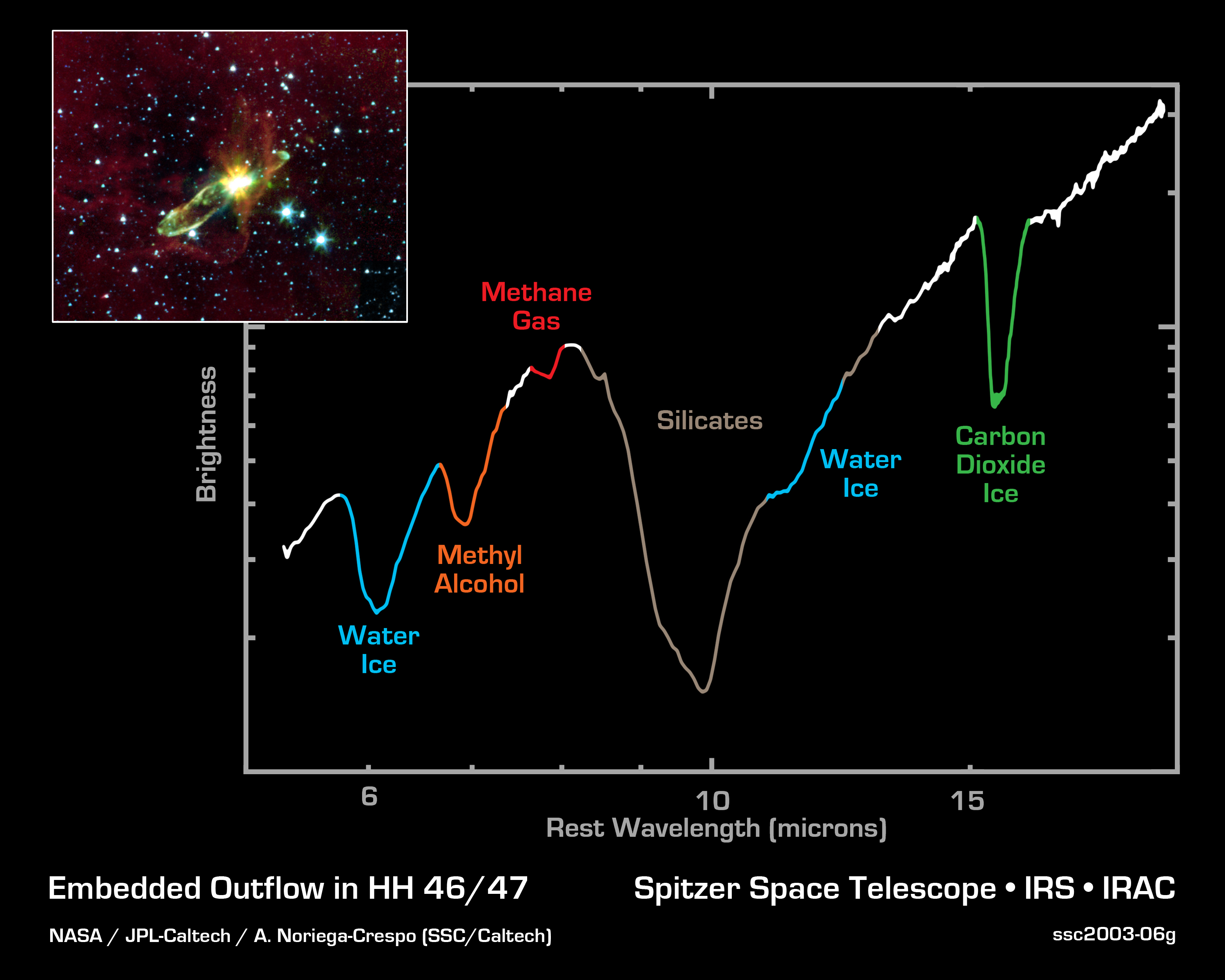
Об'єкт HH 46/47 (на вставці) і його інфрачервоний спектр. Кольором на спектрі позначені вібраційні смуги кількох молекул.

Список міжзоряних і навколозоряних молекул охоплює молекули, які виявили в міжзоряному середовищі або навколозоряних оболонках. Молекули згруповано за кількістю атомів у їхньому складі. Для кожної виявленої сполуки вказано її хімічну формулу, а також формули всіх виявлених іонів.

## Пояснення
Перелічені нижче молекули виявили методами астрономічної спектроскопії. Вони утворюють спектральні лінії, поглинаючи або випромінюючи фотони під час переходів між енергетичними рівнями, і різниця енергій між цими рівнями визначає довжини хвиль, на яких спостерігаються лінії. Переходи між енергетичними рівнями молекул бувають кількох різних типів. Молекулярні електронні переходи відбуваються, коли один із електронів молекули переходить з однієї молекулярної орбіталі на іншу, і такі переходи зазвичай утворюють спектральні лінії в ультрафіолетовій, оптичній або ближній інфрачервоній частинах електромагнітного спектру. Вібраційні переходи змінюють кількість квантів енергії коливань молекулярних зв'язків, утворюючи лінії в середньому або далекому інфрачервоному діапазоні. Ротаційні переходи відбуваються, коли змінюється кількість квантів кінетичної енергії обертання молекули і спричиняють випромінювання в мікрохвильовому або радіодіапазоні.
Іноді переходи різних типів відбуваються одночасно, наприклад в ротаційно-вібраційній спектроскопії змінюється як ротаційний, так і вібраційний рівні енергії. Іноді стаються всі три переходи разом, як-от у смузі Філіпса двоатомного вуглецю C2, у якій електронний перехід створює лінію в ближньому інфрачервоному діапазоні, яка розщеплюється на кілька коливальних смуг через одночасну зміну рівня коливань, які своєю чергою розщеплюються на ротаційні гілки.
Спектр конкретної молекули регулюється правилами відбору квантової хімії та її молекулярною симетрією. Деякі молекули мають прості спектри, які легко ідентифікувати, тоді як інші мають надзвичайно складні спектри з великою кількістю ліній, що робить їх набагато важчими для виявлення. Взаємодія між атомними ядрами й електронами додатково спричиняє надтонку структуру спектральних ліній. Якщо молекула існує в кількох ізотопологах (версіях, що містять різні атомні ізотопи), спектр ще більше ускладнюється ізотопними зсувами.

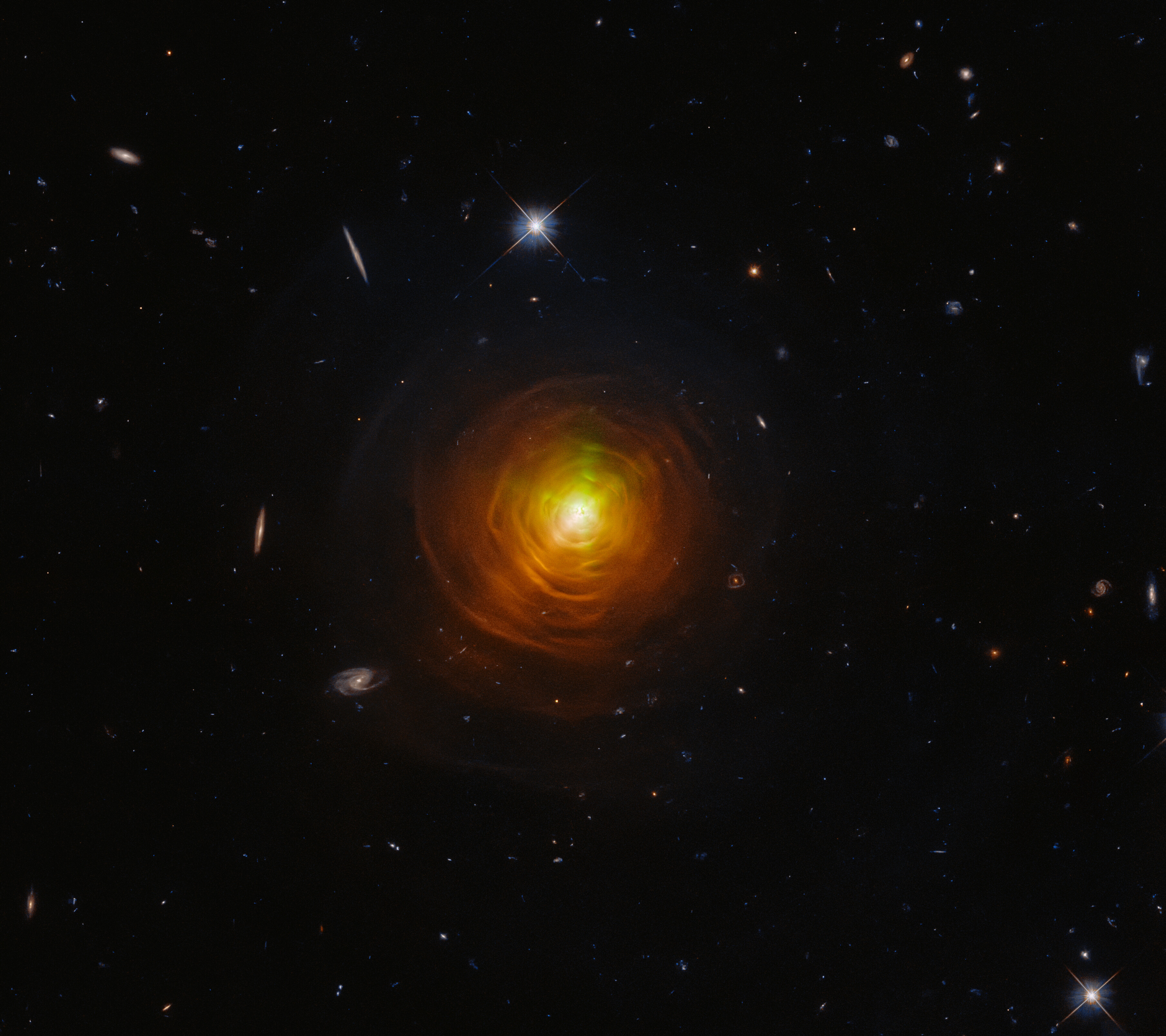
Вуглецева зоря CW Лева. Видимі оболонки навколозоряного матеріалу були скинуті зорею протягом останніх тисячоліть.

Одним із найпродуктивніших місць виявлення міжзоряних молекул є Стрілець B2, гігантська молекулярна хмара поблизу центру Чумацького Шляху: близько половини перелічених нижче молекул вперше виявили саме там. Багатим джерелом навколозоряних молекул є CW Лева (також знана як IRC +10216), відносно недалека вуглецева зоря, де було ідентифіковано близько 50 молекул. Між міжзоряним і навколозоряним середовищем немає чіткої межі, тому вони об'єднані в спільному списку.
Першою молекулою, яку виявили в міжзоряному середовищі, був метилідиновий радикал (CH•), для якого у 1937 році була зареєстрована оптична лінія на 4300 ангстремах, утворена його електронним переходом. Починаючи з 1950-х років, більшість нових молекул виявлялась методами радіоастрономії, а з 1990-х років також стала важливою субміліметрова астрономія. Найпоширенішою міжзоряною молекулою є молекулярний водень H2, також поширеними є монооксид вуглецю CO, вода H2O, аміак NH3, формальдегід HCHO, ціаністий водень HCN.
Надзвичайно низька густина міжзоряного середовища не сприяє утворенню молекул, бо рідкість зіткнень частинок сильно зменшує ймовірність реакцій в газовій фазі. У багатьох регіонах наявне ультрафіолетове випромінювання, яке руйнує молекули у фотохімічних реакціях. Пояснення спостережуваної кількості міжзоряних молекул вимагає розрахунку балансу між темпами їхнього утворення та руйнування, що вимагає моделювання хімії іонів у газовій фазі, хімії на поверхні частинок космічного пилу, переносу випромінювання з урахуванням міжзоряного поглинання та складних мереж хімічних реакцій.
Дисципліна астрохімії включає розуміння процесів утворення міжзоряних молекул і пояснення їхньої поширеності. Використання молекулярних ліній для визначення фізичних властивостей астрономічних об'єктів знане як молекулярна астрофізика.

## Список молекул
У наступних таблицях наведено список молекул, які виявили у міжзоряному середовищі та навколозоряних оболонках. Молекули згруповано за кількістю атомів. Нейтральні молекули та їхні іони перераховано в окремих колонках. Якщо в колонці молекули стоїть прочерк, то для такої молекули виявлено лише іонізовану форму. Масу вказано в атомних одиницях маси. Виявлені дейтерієві молекули, які містять принаймні один атом дейтерію (2H), наведено в окремій таблиці. Загальну кількість виявлених молекул та іонів вказано в заголовку кожного розділу.
Назви наведено відповідно до національного стандарту.
Більшість виявлених молекул (і всі молекули з понад п'ятьма атомами) є органічними. Єдиною виявленою неорганічною п'ятиатомною молекулою є SiH4.

### 2-атомні (43)

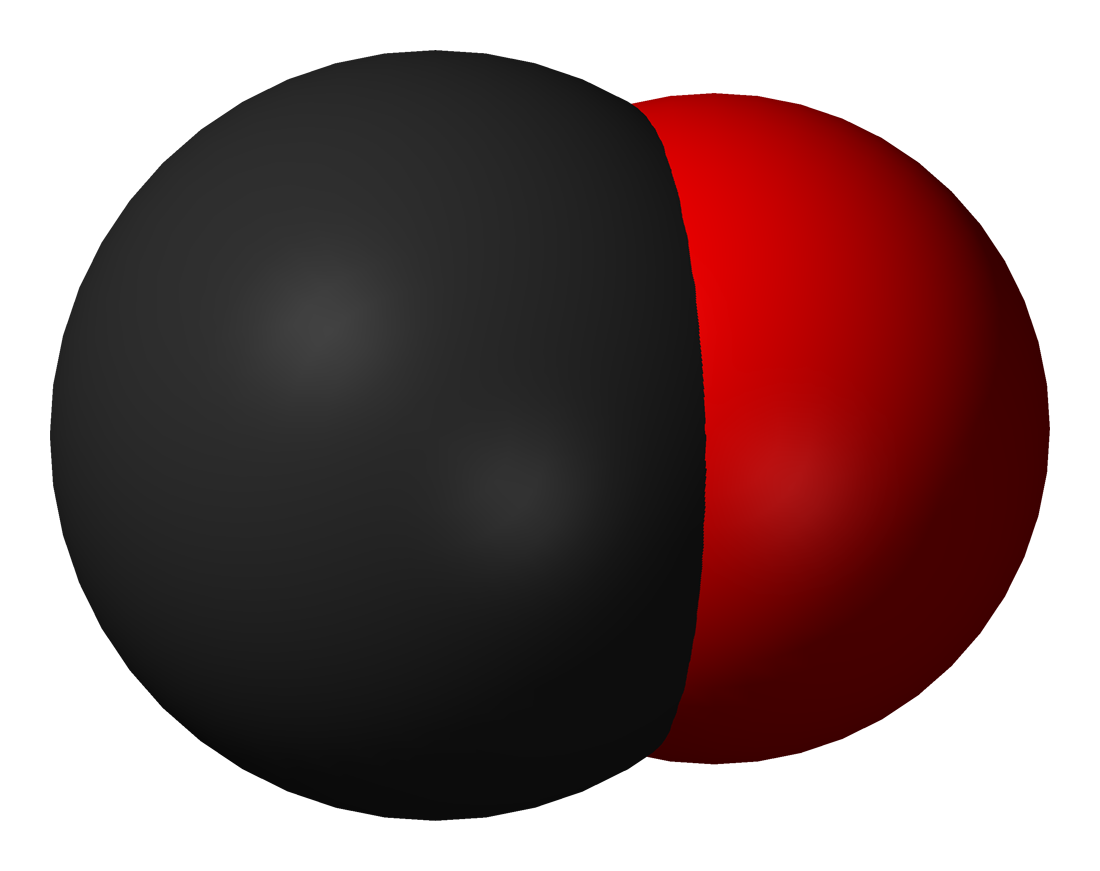
Моноксид вуглецю часто використовують для відстеження розподілу маси в молекулярних хмарах.

| Формула | Назва                     | Маса | Іони     |
| ------- | ------------------------- | ---- | -------- |
| AlCl    | Монохлорид алюмінію       | 62,5 | —        |
| AlF     | Монофлюорид алюмінію      | 46   | —        |
| AlO     | Оксид алюмінію(ІІ)        | 43   | —        |
| —       | Гідрид аргону             | 37   | ArH+     |
| C2      | Дикарбон                  | 24   | —        |
| —       | Флюорометилідін           | 31   | CF+      |
| CH      | Метилідин радикал         | 13   | CH+      |
| CN      | Ціанорадикал              | 26   | CN+, CN− |
| CO      | Моноксид вуглецю          | 28   | CO+      |
| CP      | Монофосфід вуглецю        | 43   | —        |
| CS      | Моносульфід вуглецю       | 44   | —        |
| FeO     | Оксид заліза(II)          | 82   | —        |
| —       | Йон гідриду гелію         | 5    | HeH+     |
| H2      | Молекулярний водень       | 2    | —        |
| HCl     | Хлороводень               | 36,5 | HCl+     |
| HF      | Фтороводень               | 20   | —        |
| HO      | Гідроксил                 | 17   | OH+      |
| KCl     | Хлорид калію              | 75,5 | —        |
| NH      | Імідоген                  | 15   | —        |
| N2      | Молекулярний азот         | 28   | —        |
| NO      | Оксид азоту(II)           | 30   | NO+      |
| NS      | Моносульфід моноазоту     | 46   | —        |
| NaCl    | Хлорид натрію             | 58,5 | —        |
| —       | Катіон моногідриду магнію | 25,3 | MgH+     |
| O2      | Молекулярний кисень       | 32   | —        |
| PN      | Мононітрид фосфору        | 45   | —        |
| PO      | Моноксид фосфору          | 47   | —        |
| SH      | Моногідрид сірки          | 33   | SH+      |
| SO      | Моноксид сірки            | 48   | SO+      |
| SiC     | Карбід кремнію            | 40   | —        |
| SiN     | –                         | 42   | —        |
| SiO     | Моноксид кремнію          | 44   | —        |
| SiS     | Моносульфід кремнію       | 60   | —        |
| TiO     | Оксид титану(II)          | 63,9 | —        |

### 3-атомні (44)

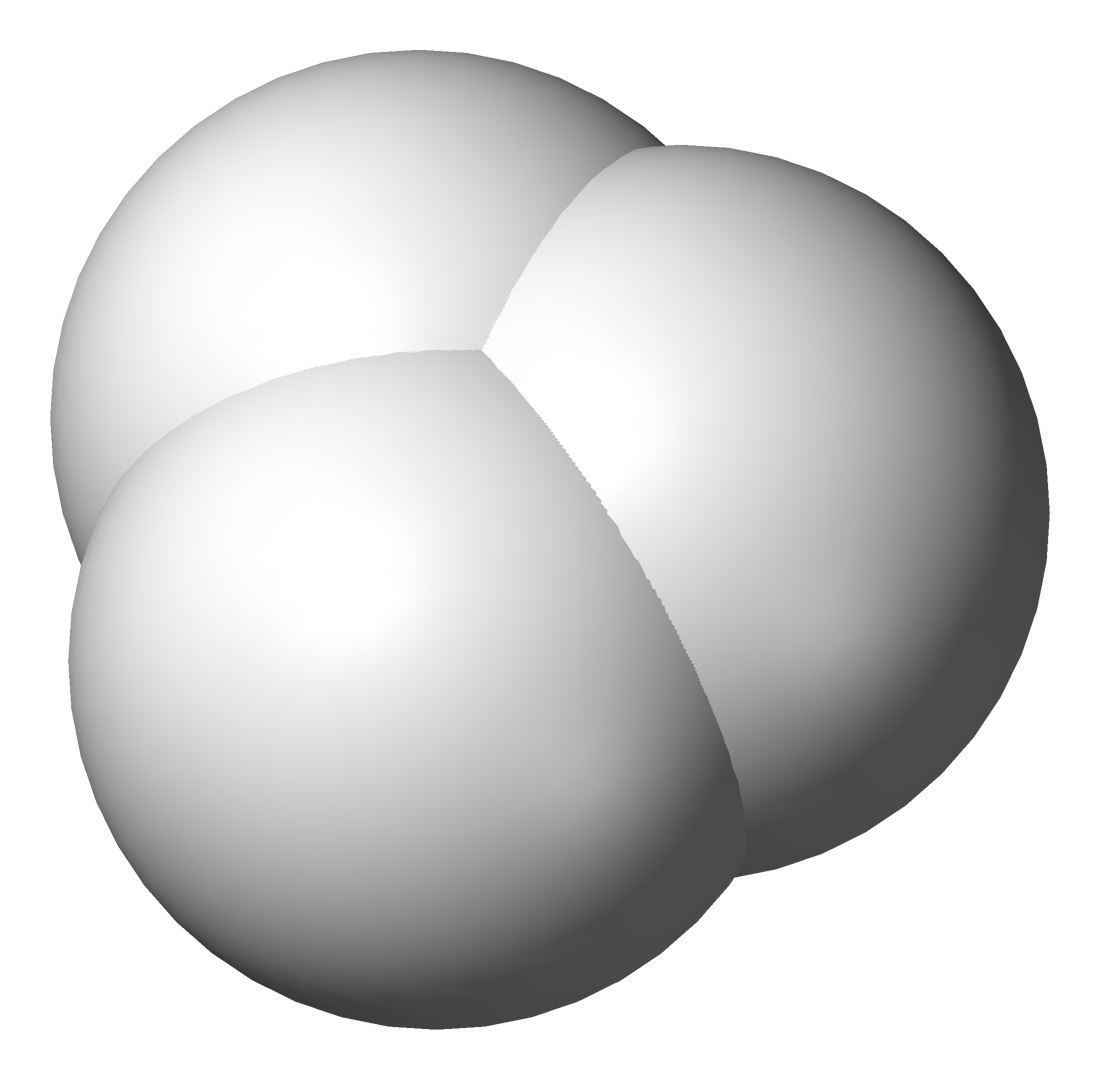
Катіон є одним із найпоширеніших іонів у Всесвіті. Вперше його виявили 1993 року.

| Формула | Назва                 | Маса | Іони  |
| ------- | --------------------- | ---- | ----- |
| AlNC    | Ізоціанід алюмінію(I) | 53   | —     |
| AlOH    | Гідроксид алюмінію(I) | 44   | —     |
| C3      | Трикарбон             | 36   | —     |
| C2H     | Етиніл радикал        | 25   | —     |
| CCN     | Ціанометилодин        | 38   | —     |
| C2O     | Моноксид дикарбону    | 40   | —     |
| C2S     | Тіксоетенілідин       | 56   | —     |
| C2P     | —                     | 55   | —     |
| CO2     | Діоксид вуглецю       | 44   | —     |
| CaNC    | Ізоціанід кальцію(I)  | 66   | —     |
| FeCN    | Ціанід заліза(I)      | 82   | —     |
| —       | Катіон триводню       | 3    | H+ 3  |
| H2C     | Метилен радикал       | 14   | —     |
| —       | Хлороній              | 37,5 | H2Cl+ |
| H2O     | Вода                  | 18   | H2O+  |
| HO2     | Гідропероксил         | 33   | —     |
| H2S     | Сульфід водню         | 34   | —     |
| HCN     | Ціанід водню          | 27   | —     |
| HNC     | Ізоціанід водню       | 27   | —     |
| HCO     | Форміл радикал        | 29   | HCO+  |
| HCP     | Фосфоетин             | 44   | —     |
| HCS     | Тіоформіл             | 45   | HCS+  |
| —       | Діазеніл              | 29   | HN+ 2 |
| HNO     | Нітроксил             | 31   | —     |
| —       | Ізоформіл             | 29   | HOC+  |
| HSC     | Ізотіоформіл          | 45   | —     |
| KCN     | Ціанід калію          | 65   | —     |
| MgCN    | Ціанід магнію(I)      | 50   | —     |
| MgNC    | Ізоціанід магнію(I)   | 50   | —     |
| NH2     | Аміно радикал         | 16   | —     |
| N2O     | Оксид азоту           | 44   | —     |
| NaCN    | Ціанід натрію         | 49   | —     |
| NaOH    | Гідроксид натрію      | 40   | —     |
| OCS     | Сульфід карбонилу     | 60   | —     |
| O3      | Озон                  | 48   | —     |
| SO2     | Діоксид сірки         | 64   | —     |
| c-SiC2  | c-Карбід кремнію      | 52   | —     |
| SiCSi   | Карбід дикремнію      | 68   | —     |
| SiCN    | Карбонітрид кремнію   | 54   | —     |
| SiNC    | [ 95 ]                | 54   | —     |
| TiO2    | Діоксид титану        | 79,9 | —     |

### 4-атомні (30)

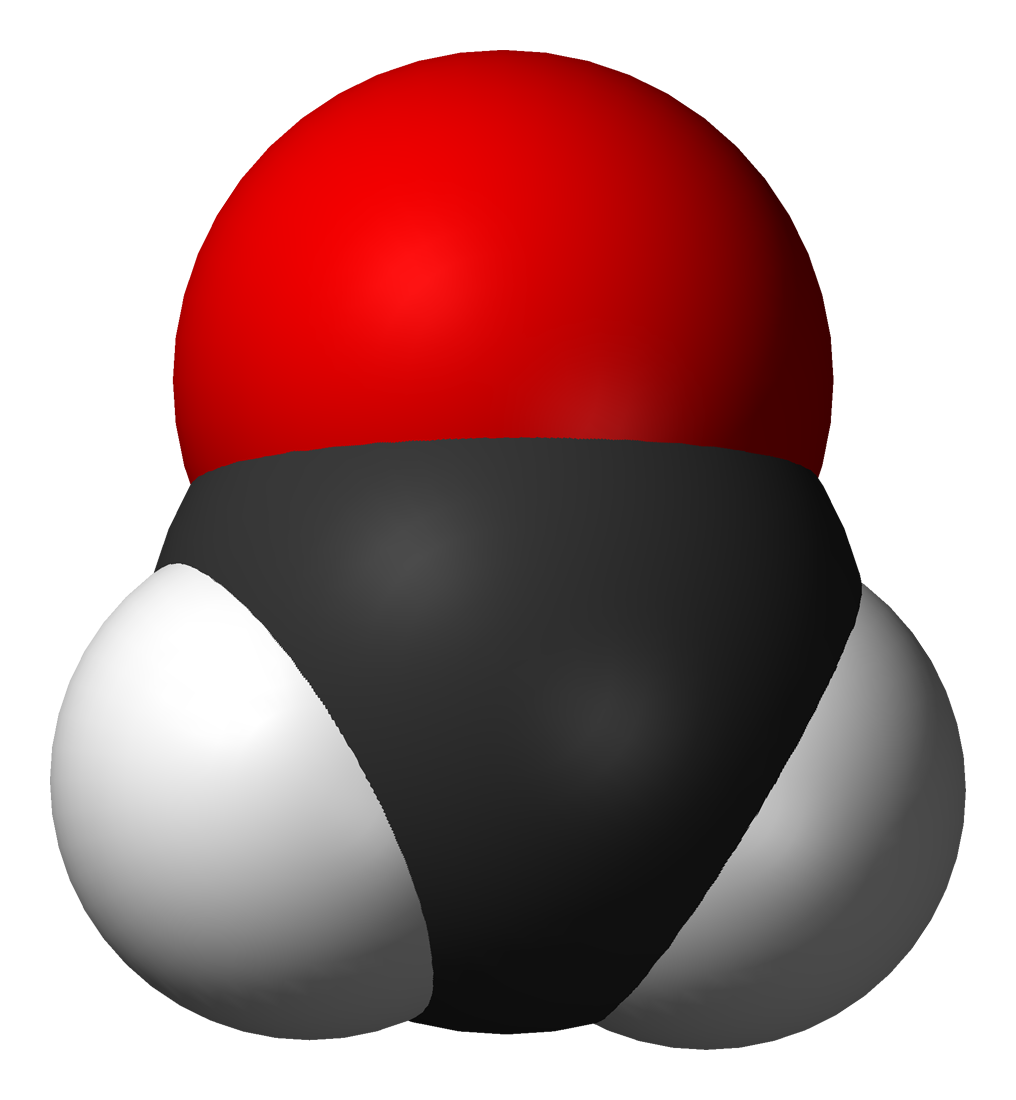
Формальдегід — поширена в міжзоряному середовищі органічна молекула.

| Формула | Назва                        | Маса | Іони   |
| ------- | ---------------------------- | ---- | ------ |
| CH3     | Метил радикал                | 15   | CH+3   |
| l-C3H   | Пропінілідин                 | 37   | l-C3H+ |
| c-C3H   | Циклопропінілідин            | 37   | —      |
| C3N     | Ціаноетиніл                  | 50   | C3N−   |
| C3O     | Моноксид тривуглецю          | 52   | —      |
| C3S     | Сульфід тривуглецю           | 68   | —      |
| —       | Гідроній                     | 19   | H3O+   |
| C2H2    | Ацетилен                     | 26   | —      |
| H2CN    | Аміноген метилену            | 28   | H2CN+  |
| H2NC    | Амінокарбін                  | 28   | —      |
| H2CO    | Формальдегід                 | 30   | —      |
| H2CS    | Тіоформальдегід              | 46   | —      |
| HCCN    | —                            | 39   | —      |
| HCCO    | Кетеніл                      | 41   | —      |
| —       | Протонований ціанід водню    | 28   | HCNH+  |
| —       | Протонований діоксид вуглецю | 45   | HOCO+  |
| HCNO    | Фульмінова кислота           | 43   | —      |
| HOCN    | Ізоціанова кислота           | 43   | —      |
| CNCN    | Ізоціаноген                  | 52   | —      |
| HOOH    | Пероксид водню               | 34   | —      |
| HNCO    | Ізоціанова кислота           | 43   | —      |
| HNCN    | Ціаномідил радикал           | 41   | —      |
| HNCS    | Ізотіоціанатна кислота       | 59   | —      |
| NH3     | Аміак                        | 17   | —      |
| HSCN    | Тіоціанатна кислота          | 59   | —      |
| SiC3    | Трикарбід кремнію            | 64   | —      |
| HMgNC   | Ізоціанід гідромагнію        | 51,3 | —      |
| HNO2    | Нітритна кислота             | 47   | —      |

### 5-атомні (20)

Метан, основний компонент природного газу, виявлений на кометах і в атмосфері кількох планет Сонячної системи.

| Формула | Назва                       | Маса | Іони   |
| ------- | --------------------------- | ---- | ------ |
| —       | Іон амонію                  | 18   | NH+ 4  |
| CH4     | Метан                       | 16   | —      |
| CH3O    | Метоксі радикал             | 31   | —      |
| c-C3H2  | Циклопропенілідин           | 38   | —      |
| l-H2C3  | Пропадінілідин              | 38   | —      |
| H2CCN   | Ціанометил                  | 40   | —      |
| H2C2O   | Кетен                       | 42   | —      |
| H2CNH   | Метиленімін                 | 29   | —      |
| HNCNH   | Карбодіїмід                 | 42   | —      |
| —       | Протонований формальдегід   | 31   | H2COH+ |
| C4H     | Бітадіїнил                  | 49   | C4H−   |
| HC3N    | Ціаноацетилен               | 51   | —      |
| HCC-NC  | Ізоціаноацетилен            | 51   | —      |
| HCOOH   | Мурашина кислота            | 46   | —      |
| NH2CN   | Ціанамід                    | 42   | —      |
| NH2OH   | Гідроксиламін               | 37   | —      |
| —       | Протонований ціаноген       | 53   | NCCNH+ |
| HC(O)CN | Ціаноформальдегід           | 55   | —      |
| C5      | Лінійний C5                 | 60   | —      |
| SiC4    | Вуглецево-карбідний кластер | 92   | —      |
| SiH4    | Силан                       | 32   |        |

### 6-атомні (16)

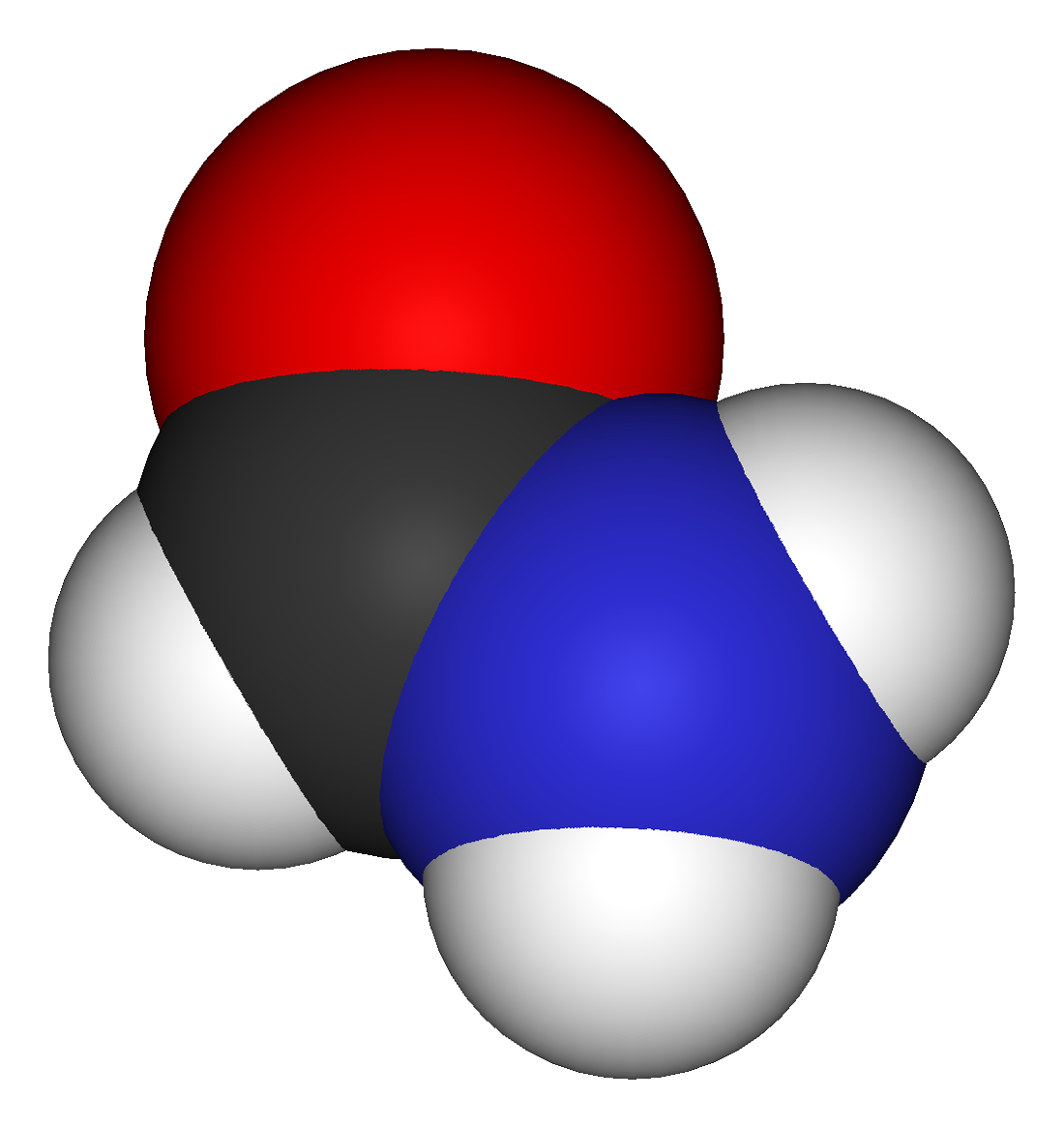
Зображений на малюнку формамід у міжзоряному середовищі може поєднуватися з метиленом з утворенням ацетаміду.

| Формула  | Назва                      | Маса | Іони   |
| -------- | -------------------------- | ---- | ------ |
| c-H2C3O  | Циклопропенон              | 54   | —      |
| E-HNCHCN | E-ціанометанамін           | 54   | —      |
| C2H4     | Етилен                     | 28   | —      |
| CH3CN    | Ацетонітрил                | 40   | —      |
| CH3NC    | Метилізоціанід             | 40   | —      |
| CH3OH    | Метанол                    | 32   | —      |
| CH3SH    | Метанетіол                 | 48   | —      |
| l-H2C4   | Діацетилен                 | 50   | —      |
| —        | Протонований ціаноацетилен | 52   | HC3NH+ |
| HCONH2   | Формамід                   | 44   | —      |
| HOCOOH   | Карбонатна кислота         |      | —      |
| C5H      | Пентанілідин               | 61   | —      |
| C5N      | Ціанобутадіїнил радикал    | 74   | —      |
| HC2CHO   | Пропинал                   | 54   | —      |
| HC4N     | —                          | 63   | —      |
| CH2CNH   | Кетенімін                  | 40   | —      |
| C5S      | —                          | 92   | —      |

### 7-атомні (13)

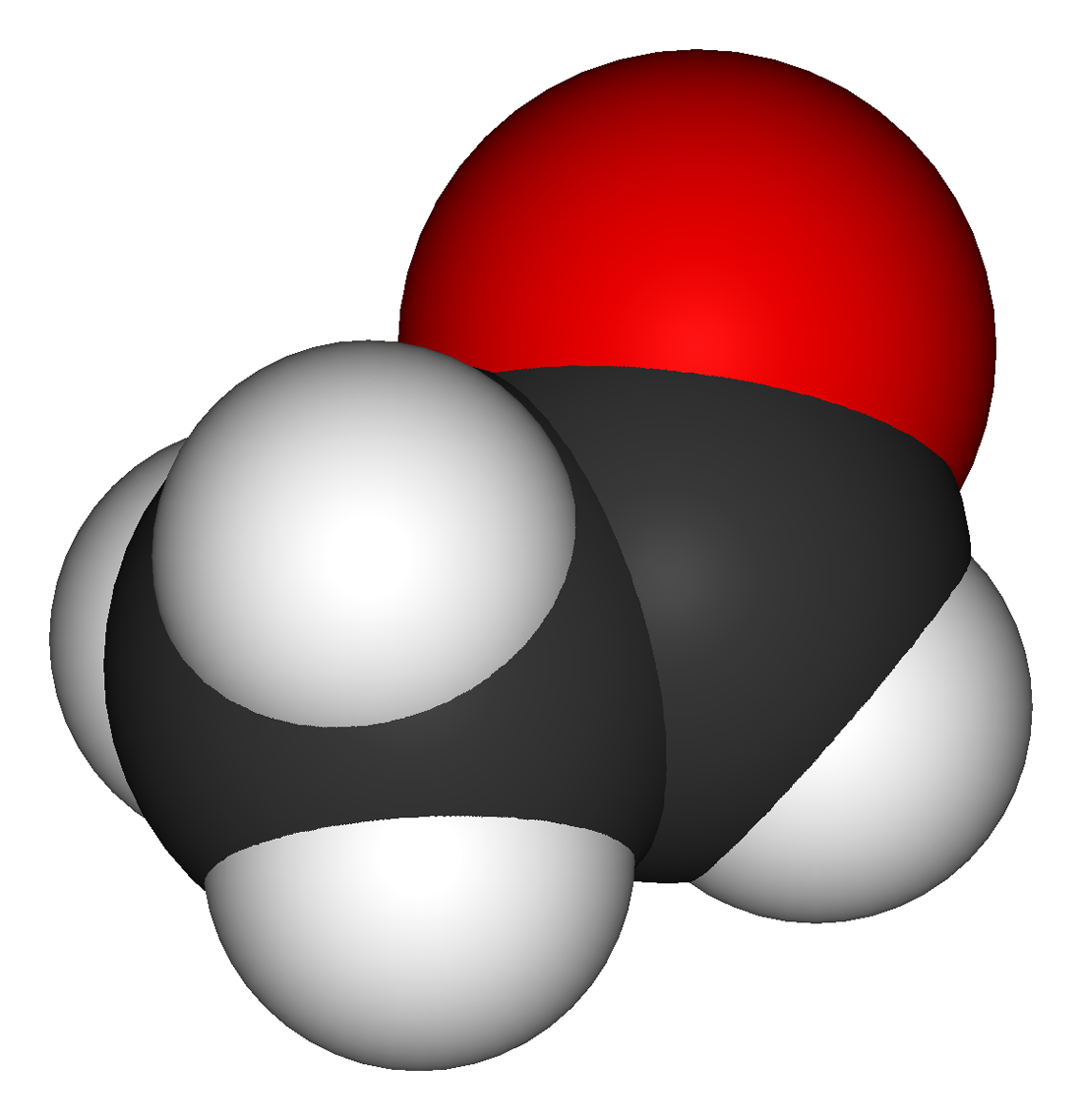
Зображений на рисунку ацетальдегід і його ізомери вініловий спирт і етиленоксид виявили в міжзоряному просторі.

| Формула | Назва                | Маса | Іони |
| ------- | -------------------- | ---- | ---- |
| c-C2H4O | Етиленоксид          | 44   | —    |
| CH3C2H  | Метилацетилен        | 40   | —    |
| H3CNH2  | Метиламін            | 31   | —    |
| CH2CHCN | Акрилонітрил         | 53   | —    |
| HCCCHNH | Пропаргілімін        | 53   | —    |
| H2CHCOH | Вініловий спирт      | 44   | —    |
| C6H     | Гексатріїніл радикал | 73   | C6H− |
| HC4CN   | Ціанодіацетилен      | 75   | —    |
| HC4NC   | Ізоціанодіацетилен   | 75   | —    |
| HC5O    | —                    | 77   | —    |
| CH3CHO  | Оцтовий альдегід     | 44   | —    |
| CH3NCO  | Метилізоціанат       | 57   | —    |
| HOCH2CN | Гліколонітрил        | 57   | —    |

### 8-атомні (14)

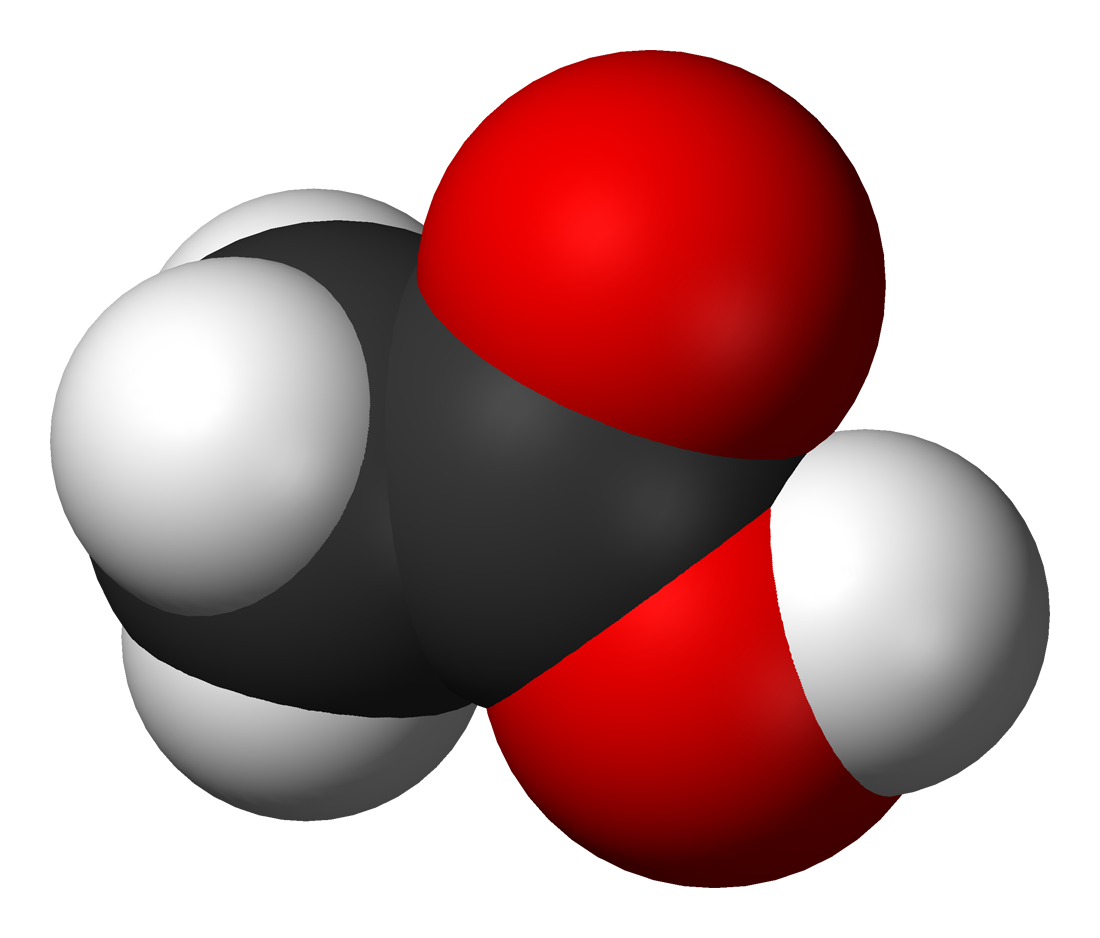
Радіосигнал оцтової кислоти був підтверджений 1997 року

| Формула  | Назва                | Маса |
| -------- | -------------------- | ---- |
| H3CC2CN  | Метилціанацетилен    | 65   |
| HC3H2CN  | Пропаргіл ціанід     | 65   |
| H2COHCHO | Глікольальдегід      | 60   |
| (CHOH)2  | 1,2-етенедіол        | 60   |
| HCOOCH3  | Метилформіат         | 60   |
| CH3COOH  | Оцтова кислота       | 60   |
| H2C6     | Гексапентаенілідин   | 74   |
| CH2CHCHO | Пропеналь            | 56   |
| CH2CCHCN | Ціаноалін            | 65   |
| CH3CHNH  | Етанімін             | 43   |
| C2H3NH2  | Вініламін            | 43   |
| C7H      | Гептатріеніл радикал | 85   |
| NH2CH2CN | Аміноацетонітріл     | 56   |
| (NH2)2CO | Сечовина             | 60   |

### 9-атомні (10)

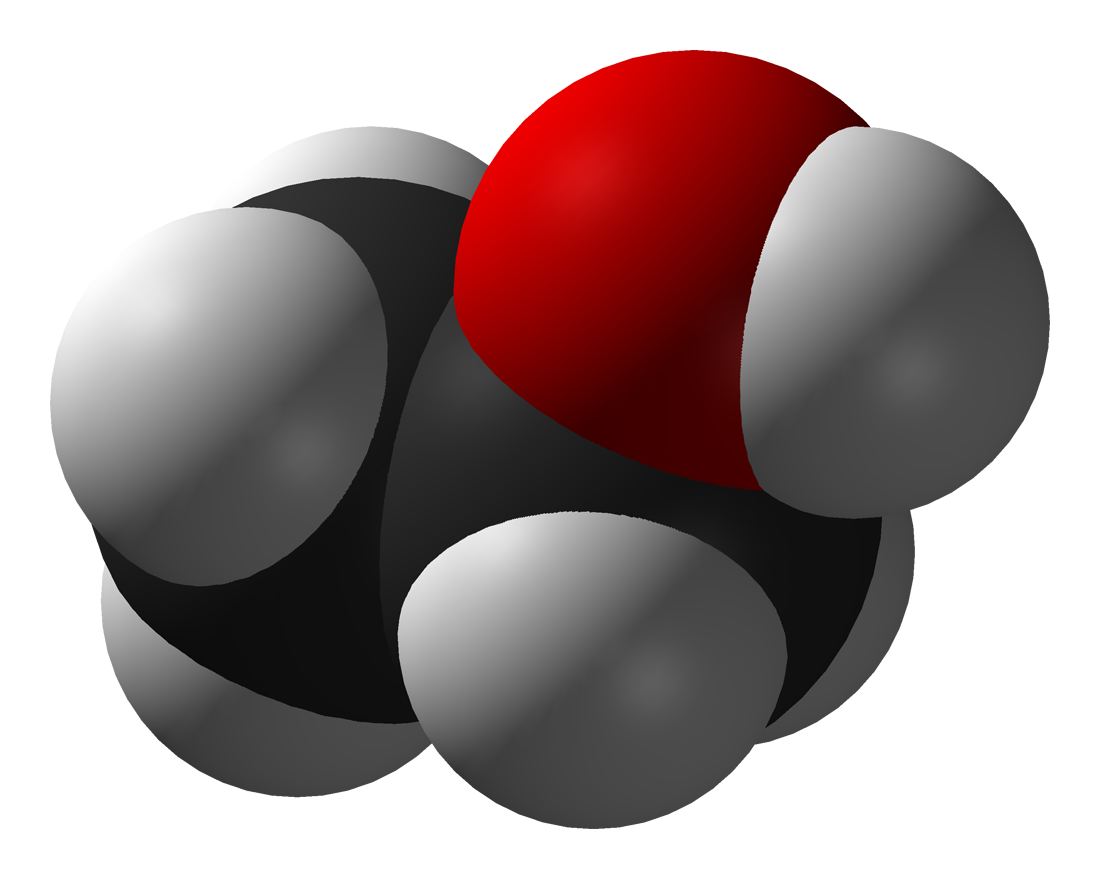
Етанол

| Формула  | Назва                 | Маса | Іони |
| -------- | --------------------- | ---- | ---- |
| CH3C4H   | Метилдіацетилен       | 64   | —    |
| CH3OCH3  | Диметиловий етер      | 46   | —    |
| CH3CH2CN | Пропіонітрил          | 55   | —    |
| CH3CONH2 | Ацетамід              | 59   | —    |
| CH3CH2OH | Етанол                | 46   | —    |
| C8H      | Октататраїніл радикал | 97   | C8H− |
| HC7N     | Ціаногаксатріїн       | 99   | —    |
| CH3CHCH2 | Пропілен              | 42   | —    |
| CH3CH2SH | Етілмеркаптан         | 62   | —    |
| CH3NHCHO | N-метилформамід       |      |      |

### З 10 й більше атомами (21)
| Атомів | Формула     | Назва                  | Маса | Іони  |
| ------ | ----------- | ---------------------- | ---- | ----- |
| 10     | (CH3)2CO    | Ацетон                 | 58   | —     |
| 10     | (CH2OH)2    | Етиленгліколь          | 62   | —     |
| 10     | CH3CH2CHO   | Пропаналь              | 58   | —     |
| 10     | CH3OCH2OH   | Метоксіметанол         | 62   | —     |
| 10     | CH3C5N      | Метилціанід діацетилен | 89   | —     |
| 10     | CH3CHCH2O   | Пропіленоксид          | 58   | —     |
| 11     | NH2CH2CH2OH | Етаноламін             | 61   | —     |
| 11     | HC8CN       | Ціанотетраацетилен     | 123  | —     |
| 11     | C2H5OCHO    | Етилформіат            | 74   | —     |
| 11     | CH3COOCH3   | Метилацетат            | 74   | —     |
| 11     | CH3C6H      | Метилтриацетилен       | 88   | —     |
| 12     | C6H6        | Бензен                 | 78   | —     |
| 12     | C3H7CN      | n-пропілціанід         | 69   | —     |
| 12     | (CH3)2CHCN  | Ізопропілціанід        | 69   | —     |
| 13     | C 3H 8O 2   | 2-метоксиетанол        | 76   | —     |
| 13     | C 6H 5CN    | Бензонітрил            | 104  | —     |
| 13     | HC10CN      | Ціанопентаацетилен     | 147  | —     |
| 17     | C9H8        | Індин                  | 116  | —     |
| 19     | C10H7CN     | 1-ціанонафталін        | 153  | —     |
| 19     | C10H7CN     | 2-ціанонафталін        | 153  | —     |
| 27     | C11H12N2O2  | Триптофан              |      | —     |
| 60     | C60         | Фулерен C60            | 720  | C+ 60 |
| 70     | C70         | Фулерен C70            | 840  | —     |

## Дейтерієві молекули (22)
Ці молекули містять один або кілька атомів дейтерію, важкого ізотопу водню.
| Атомів | Формула         | Назва              |
| ------ | --------------- | ------------------ |
| 2      | HD              | Дейтерид водню     |
| 3      | H2D+, HD+ 2     | Триводневий катіон |
| 3      | HDO, D2O        | Важка вода         |
| 3      | DCN             | Ціанід водню       |
| 3      | DCO             | Форміл радикал     |
| 3      | DNC             | Ізоціанід дейтерію |
| 3      | N2D+            | —                  |
| 3      | NHD, ND2        | Амідоген           |
| 4      | NH2D, NHD2, ND3 | Аміак              |
| 4      | HDCO, D2CO      | Формальдегід       |
| 4      | DNCO            | Ізоціанова кислота |
| 5      | NH3D+           | Іон амонію         |
| 6      | NH 2CDO; NHDCHO | Формамід           |
| 7      | CH2DCCH, CH3CCD | Метилацетилен      |

## Непідтверджені (13)
У науковій літературі повідомляли про виявлення наступних молекул, ці результати ставили під сумнів інші дослідники, або самі автори описували свої результати як ненадійні. Ці міжзоряні молекули чекають на незалежне підтвердження.
| Атомів | Формула    | Назва               |
| ------ | ---------- | ------------------- |
| 2      | SiH        | Силілідин           |
| 4      | PH3        | Фосфін              |
| 4      | MgCCH      | Моноацетилід магнію |
| 4      | NCCP       | Ціанофосфаетин      |
| 5      | H2NCO+     | —                   |
| 6      | SiH3CN     | Силіл ціанід        |
| 10     | H2NCH2COOH | Гліцин              |
| 10     | C2H5NH2    | Етиламін            |
| 12     | CO(CH2OH)2 | Дигідроксіацетон    |
| 12     | C2H5OCH3   | Етилметиловий етер  |
| 18     | C 10H+ 8   | Нафтален катіон     |
| 24     | C24        | Графен              |
| 24     | C14H10     | Антрацен            |
| 26     | C16H10     | Пірен               |